# Жирар, Жан-Батист (генерал)
Не следует путать с маршалом Этьеном-Морисом Жераром.
Жан-Батист Жирар (фр. Jean-Baptiste Girard; 1775—1815) — французский военачальник, дивизионный генерал (1809), барон (1808), пэр Франции (1815), участник революционных и наполеоновских войн. Имя генерала выбито на Триумфальной арке в Париже.

## Биография
Жан-Батист Жирар родился 21 февраля 1775 года в Провансе в местечке Опс.
27 сентября 1793 года вступил добровольцем в 1-й батальон округа Баржо. 22 марта 1794 года батальон влился в ряды 46-й полубригады линейной пехоты. Сражался в рядах Итальянской армии. 15 сентября 1797 года стал адъютантом генерала Моннье. 5 ноября 1797 года по приказу Бонапарта возглавил роту в 85-й полубригаде. Был ранен в сражении на Бренте.
С 8 мая 1800 года служил в Резервной армии. Отличился при Маренго. 20 сентября 1804 года был назначен начальником штаба 1-го военного округа в Париже.
1 сентября 1805 года вошёл в штаб резервной кавалерии принца Мюрата в Великой Армии. С декабря 1805 года — заместитель начальника штаба резервной кавалерии. Блестяще провёл кампании 1805 и 1806 годов, отличился при Аустерлице и Йене. За отличия был произведён 13 ноября 1806 года в бригадные генералы, и 31 декабря зачислен в состав 8-го армейского корпуса.
1 апреля 1807 года возглавил 3-ю бригаду пехотной дивизии генерала Сюше 5-го армейского корпуса.
В сентябре 1808 года с дивизией был переброшен на Пиренейский полуостров. Несколько лет провел в Испании, где сражался в тяжёлых условиях, участвовал в осаде укреплённых городов, таких как Бадахос, был повышен до дивизионного генерала. В 1811 году дивизия Жирара, действовавшего самостоятельно, была разбита англичанами и их местными союзниками под началом генерала Хилла у местечка Арройо дос Молинос.
Отозван для участия в Русском походе 1812 года, где принял под своё командование пехотную дивизию в корпусе маршала Виктора. Поскольку корпус Виктора действовал отдельно от главной армии на северном направлении, и сохранился гораздо лучше основных сил, дивизии Жирара было получено при Березине прикрывать отход французских войск, что он блестяще выполнил.
Сражался в 1813 году в Саксонии (см. Битва при Хагельберге), при Лютцене был ранен несколько раз, но вернулся в строй и вскоре был снова ранен.  Был блокирован с войсками в цитадели Магдебурга, и участвовал в его обороне вплоть до получения известий о падении Парижа.

## Сто дней
Когда Наполеон вернулся в 1815 году из ссылки, Жирар поддержал его безоговорочно, ещё до того, как император вошёл в Париж. Сделан пэром Франции. При формировании армии возглавил пехотную дивизию в корпусе генерала Рея. В сражении при Линьи 16 июня 1815 года, он, в парадном мундире, находился со своей дивизией в гуще боя и был смертельно ранен, когда возглавлял атаку на селение Сент-Аман. Генерала увезли в Париж, где он вскоре скончался.

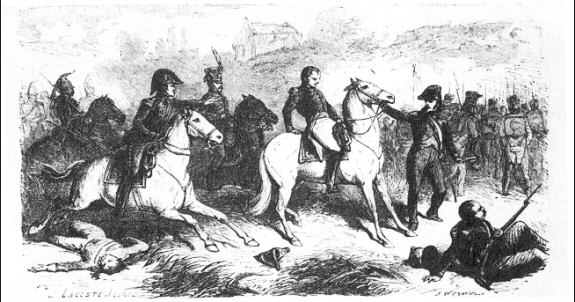
Гибель генерала Жирара

21 июня 1815 года Наполеон присвоил генералу титул герцога Линьи, введя его в круг высших сановников империи, однако правомерность этого была оспорена, в частности потому, что Битва при Ватерлоо была уже проиграна и империи оставались считанные дни.
Генерал Жирар был многократно ранен в боях, отличался непоколебимой преданностью императору. Наполеон в ссылке на Святой Елене говорил о Жираре, как об «одном из храбрейших солдат французской империи, в котором горел священный огонь». Император в знак признательности завещал наследникам генерала 100 000 франков.
Имя генерала выбито на северной стене парижской Триумфальной Арки.

## Воинские звания
- Младший лейтенант (16 марта 1796 года);
- Лейтенант (23 мая 1797 года);
- Капитан (5 ноября 1797 года);
- Командир батальона (18 января 1799 года);
- Полковник штаба (16 ноября 1799 года, утверждён 28 марта 1800 года);
- Бригадный генерал (13 ноября 1806 года);
- Дивизионный генерал (20 сентября 1809 года, утверждён 17 декабря 1809 года).

## Титулы

Герб барона Жирара.

- Барон Жирар и Империи (фр. baron Girard et de l'Empire; декрет от 19 марта 1808 года, патент подтверждён 26 октября 1808 года);
- Герцог Линьи и Империи (фр. duc de Ligny et de l'Empire; декрет от 16 июня 1815 года, патент не подтверждён 26)[3].

## Награды
Легионер ордена Почётного легиона (11 декабря 1803 года)
 Офицер ордена Почётного легиона (14 июня 1804 года)
 Коммандан ордена Почётного легиона (25 декабря 1805 года)
 Великий офицер ордена Почётного легиона (20 мая 1811 года)
 Большой Крест ордена Воссоединения (3 апреля 1813 года)
 Командор ордена Железной короны
 Кавалер военного ордена Святого Людовика (19 июля 1814 года)